# Hans Lehmann (Kunsthistoriker)

Hans Lehmann (1914)

Hans Lehmann (* 28. März 1861 in Zofingen; † 16. Januar 1946 in Zürich, reformiert, heimatberechtigt in Zofingen) war ein Schweizer Kunsthistoriker und Direktor des Schweizerischen Landesmuseums in Zürich.

## Leben und Wirken
Hans Lehmann kam am 28. März 1861 in Zofingen als Sohn des Bäckers und Wirts Johann Lehmann und der Albertine geborene Bryner zur Welt. Er studierte in Basel unter anderem bei Jacob Burckhardt sowie in Leipzig. 1885 promovierte Lehmann in Göttingen zum Dr. phil. In der Folge war er von 1887 bis 1894 als Bezirkslehrer in Muri beschäftigt.
Ab 1896 war er als wissenschaftlicher Assistent, ab 1903 als Vizedirektor sowie von 1904 bis 1936 als Direktor am Schweizerischen Landesmuseum Zürich tätig. Sein Vorgänger war Heinrich Angst. Dazu erhielt er 1911 einen Lehrauftrag an der Universität Zürich, wo er von 1915 bis 1931 als  ausserordentlicher Professor für Altertumskunde lehrte. Ausserdem stand er zwischen 1922 und 1934 der Antiquarischen Gesellschaft Zürich als Präsident vor. 1911 wurde er Ehrenbürger von Zürich.
Der Kulturhistoriker Hans Lehmann profilierte sich in seinen Spezialgebieten Geschichte der Glasmalerei, Burgenkunde, Museumswesen und -didaktik.
Hans Lehmann, der 1888 Martha geborene Grübel aus Leipzig ehelichte, verstarb am 16. Januar 1946 knapp vor Vollendung seines 85. Lebensjahres in Zürich.

## Schriften(Auswahl)
- Aus der Gründungsgeschichte des Schweizerischen Landesmuseums. In: Die Schweiz. Schweizerische illustrierte Zeitschrift, 2 (1898), Heft 5, S. 113–220: Teil 1 (doi:10.5169/seals-572466#122); Heft 6, S. 132–136: Teil 2 (doi:10.5169/seals-572466#141).
- Die gute alte Zeit. Bilder aus dem Leben unserer Vorväter. F. Zahn, Neuenburg 1904. In französischer Sprache 1905, neue Auflage 1937 unter dem Titel "Die Schweiz im Spiegel der Jahrhunderte".
- Zur Geschichte der Glasmalerei in der Schweiz. Teil 1 u. 2. Fäsi & Beer, Zürich 1906.
- Die zerstörten Glasgemälde in der Kirche von Hindelbank und ihre Beziehungen zur Familie von Erlach, Verlag K. J. Wyss, Bern 1913.
- Die Burg Wildegg und ihre Bewohner. Sauerländer, Aarau 1922.
- Zur Geschichte der Glasmalerei in der Schweiz. Haessel, Leipzig 1925.
- Geschichte der Luzerner Glasmalerei von den Anfängen bis zu Beginn des 18. Jahrhunderts. Buchdruckerei Keller, Luzern 1942. (Luzern. Geschichte und Kultur. Teil 3; 5).